# Meiolania platyceps
Meiolania platyceps is een uitgestorven schildpad uit de familie Meiolaniidae.
De schildpad is bekend van het Oligoceen tot het Holoceen; het is niet precies bekend wanneer de schildpad is uitgestorven. Bekend is dat er tot 2000 jaar geleden relictpopulaties geweest moeten zijn in Nieuw-Caledonië en Lord Howe-eiland.

## Beschrijving
Net als veel verwante soorten had de schildpad een zwaar bepantserde kop en staart. Naast de enorme grootte was de flamboyante versiering van de kop het opvallendste kenmerk van deze goed gepantserde schildpad. De kop was bezet met talrijke, grote stekels, waarvan er twee naar opzij uitstonden, waardoor de kop een breedte van 60 centimeter had. De aanwezigheid van deze stekels maakt het erg onwaarschijnlijk, dat Meiolania de kop in tijden van gevaar in het pantser kon terugtrekken. De schaal beschermde echter wel de rug en de staart zat gevat in ringen van benig pantser en eindigde in een stevige knuppel.

## Uitsterven
Het is waarschijnlijk dat de mens een rol speelde in het uitsterven van deze soort. Er zijn namelijk botten gevonden in sedimenten die dateren van zo'n 200 jaar na het verschijnen van de Lapitacultuur, de eerste menselijke bewoners in hun leefgebied. De overblijfselen zijn restanten van poten, de best eetbare delen; er werden geen schilden of schedels aangetroffen. Dat kan er op wijzen dat de dieren werden afgeslacht en in het dorp werden opgegeten. De soort stierf zo'n 300 jaar later uit.